# مرکز سرطان شاهدخت مارگارت
مرکز سرطان شاهدخت مارگارت (انگلیسی: Princess Margaret Cancer Centre) که پیش‌تر با نام بیمارستان شاهدخت مارگارت شناخته می‌شد، یک مرکز علمی و بیمارستان آموزشی در شهر تورنتو کانادا است که وابسته به دانشکدهٔ پزشکی دانشگاه تورنتو و از زیرمجموعه‌های شبکه دانشگاهی سلامت است. این بیمارستان بزرگترین مرکز سرطان کانادا و یکی از پنج مرکز بزرگ سرطان جهان است. این مرکز، در کنار مرکز سرطان اودِت که آن هم از بیمارستان‌های آموزشی دانشکدهٔ پزشکی دانشگاه تورنتو و ششمین مرکز بزرگ سرطان آمریکای شمالی است، یکی از بزرگترین مجموعه‌های بیمارستانی مربوط به سرطان را در دنیا می‌سازند.
این بیمارستان در نزدیکی تقاطع خیابان یونیورسیتی و خیابان کالج در هسته شهر تورنتو و در محله‌ای واقع است که تعداد فراوانی مؤسسهٔ تحقیقات پزشکی در آن جای دارد و نام خود را از شاهدخت مارگارت، کُنتس اسنودن می‌گیرد و اینک تحت تفقد و حمایت شاهدخت آن است.
این مرکز یک بیمارستان تخصصی درمان سرطان است که به ساکنان کلان‌شهر تورنتو خدمت‌رسانی می‌کند. در این مرکز علمی، تخصص‌های جراحی سرطان، سرطان‌شناسی، خون‌شناسی، پیوند مغز استخوان، پرتودرمانی، سرطان‌شناسی اجتماعی-روانی و تصویربرداری پزشکی ارائه می‌شود.
این بیمارستان دارای ۱۷ دستگاه پرتودرمانی پیشرفته است که همگی مجهز به جدیترین فناوری‌های پزشکی از جمله IMRT و VMAT، دستگاه اورتو-ولتاژ سطحی، گاما نایف (Perfexion) و رادیوجراحی استرئوتاکتیک هستند و با بیمارستان تورنتو وسترن همکاری نزدیک دارد.

## آموزش
این مرکز یک بیمارستان آموزشی وابسته به دانشگاه تورنتو است و در آن تخصص‌های مختلف پزشکی آموزش داده می‌شود که از آن جمله می‌توان به تخصص‌های سرطان‌شناسی بالینی، پرتودرمانی سرطان و تکنیسین پرتودرمانی اشاره کرد.

## پژوهش
شاخهٔ پژوهشی این بیمارستان مؤسسه سرطان انتاریو (OCI) نام دارد که همکاری تنگاتنگی با این مرکز درمان سرطان دارد. بسیاری از پژوهش‌گران این مرکز دارای مناصب علمی در دانشگاه تورنتو و به‌خصوص در دپارتمان بیوفیزیک پزشکی هستند. مرکز پژوهشی بیمارستان شاهدخت مارگارت در رتبهٔ چهارم جهانی از لحاظ درصد مقاله‌هایی قرار دارد که در ژورنال‌های معتبر و تأثیرگذار از آنها یاد شده یا بدان‌ها ارجاع داده می‌شود.

## تاریخچه
مرکز سرطان شاهدخت مارگارت در سال ۱۹۵۲ میلادی و به‌دنبال تصویب قانونی در مجلس قانون‌گذاری انتاریو برپا شد و طراح آن هنری اسپروت بود. این بیمارستان در آغاز پلاک ۵۰۰ خیابان شربورن و در نزدیکی بیمارستان ولسلی قرار داشت.

## نگارخانه

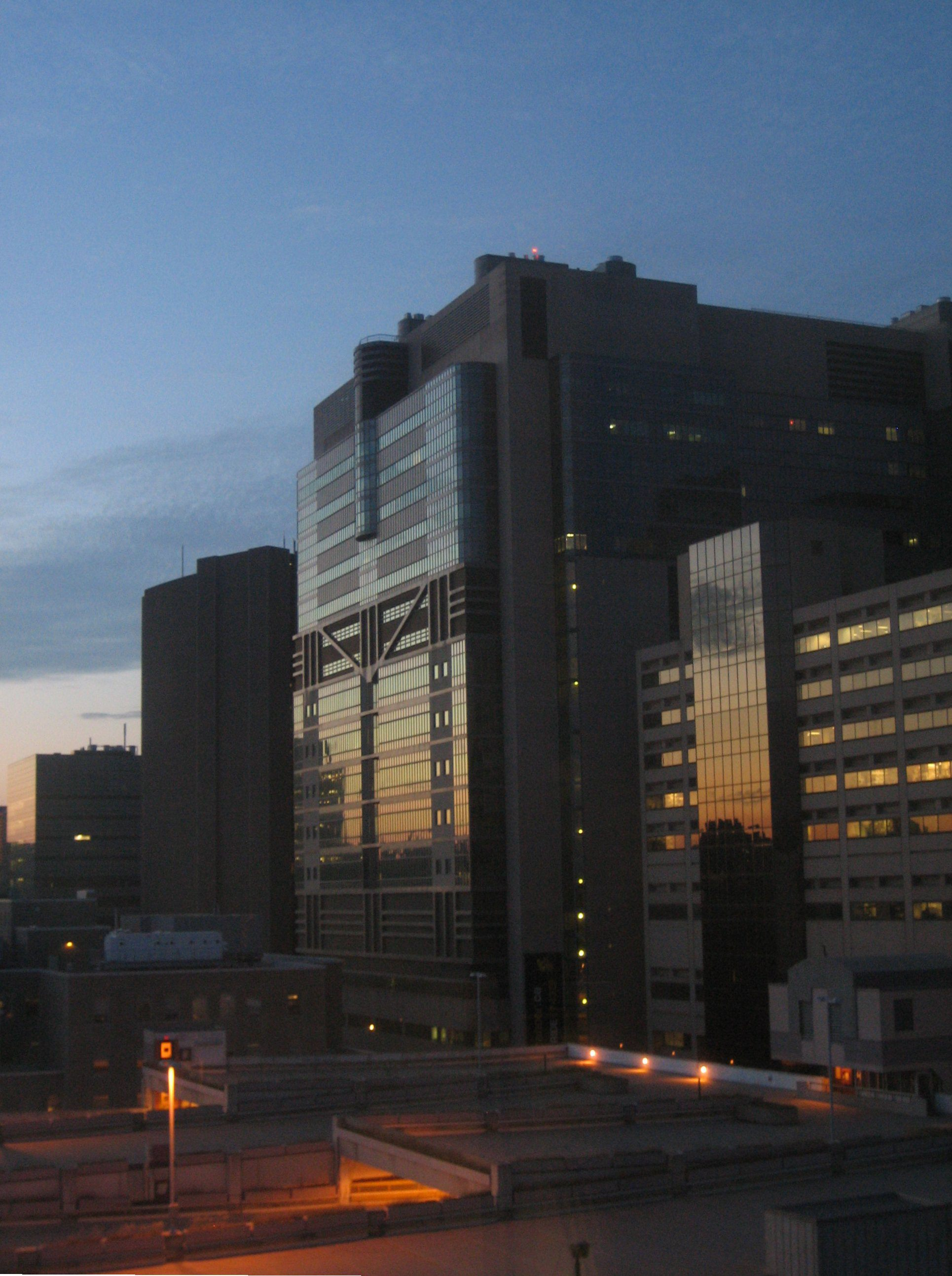
نمای مرکز سرطان شاهدخت مارگارت از جنوب غربی هنگام غروب آفتاب.
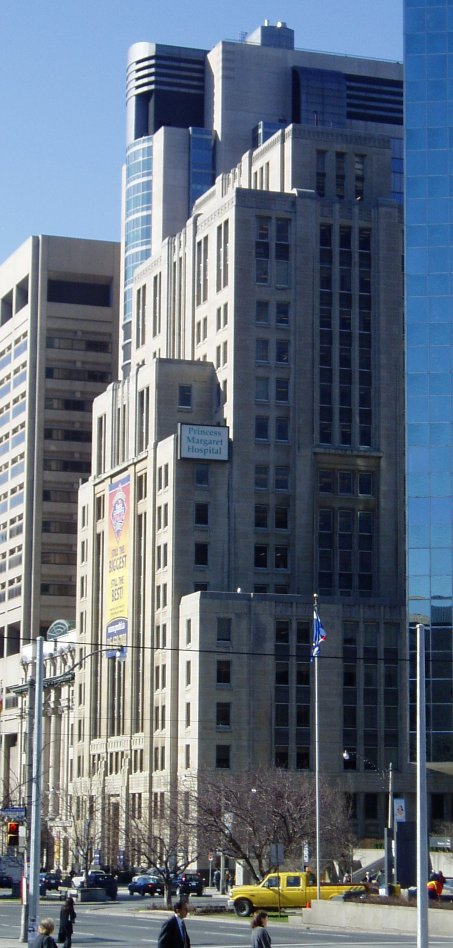
نمای شمال شرقی مرکز سرطان شاهدخت مارگارت. بیمارستان ماونت ساینای در جنوب آن قرار دارد.